# 中和瑞穗配水池
中和瑞穗配水池，是位於台灣新北市中和區的一處貯水系統設施，也是板橋水道系統的附屬建築物，當前已列為新北市市定古蹟。

## 歷史
臺灣水運系統的發展始為1896年（明治29年），總督府藉由大力投資水利建設，開始建設現代化水道設施以替代台灣過去汲取溪水、鑿井的傳統。其中板橋居民原依賴水井取水，並以地下水為飲用水，惟地下水混濁異常，難以飲用，同時在板橋地區也找不到適當水源，當時土城由企業家與政治人物，曾擔任台灣礦業會理事的山本義信經營的山本鑛業合資會社為了要洗煤而開始尋找水源，最後在海山郡中和庄（今永和區）潭墘凹地處找到水泉口。該水源水量豐富，水質亦佳，因此於1928年2月25日起獲州費二萬後開始建設板橋水道，次年8月9日開始給水、12月29日全工事完竣。
配水池設施於1929年12月31日完工，建在中和板橋交界的饅頭山上，為擷取伏流水用功能，經消毒加壓後送至瑞穗山上之700M³，然後藉重力流下供給當地居民使用，除了大幅改善板橋街莊居民的飲水衛生外，更連結現在板橋、永中和兩個區域的發展，對於當地現代化水道中為相當重要的遺跡。另外在1940年時曾有第一次擴張工事的規劃，但隨著太平洋戰爭爆發而中止。
戰後，因板橋水道系統因受戰爭破壞，供水量銳減，政府計畫整修並與以擴建，日治時期設置的水道系統也漸因改建而不存，最終在1963年開始汲取新店溪水、和1974年改採大漢溪地表水逐漸取代地下水源後，板橋地區自來水系統則取代了水道系統，瑞穗配水池後續由台灣自來水公司接收後，於1975年停止操作供水，因而閒置至今成了當地少數完整的日治時期水道遺跡。
近年，配水池發生內部排水不良等積水問題，此外牆體也出現青苔覆著、地坪龜裂、梁柱鋼筋外露等破損等，2005年9月13號，中和瑞穗配水池被指定為台北縣歷史建築，後台北縣改制為新北市後，在新北市政府規劃，文化局以及中和庄文史研究協會的共同協助下，於2020年開始進行修復再利用計畫，並在2021年修復完成，未來將會與周圍古蹟廊帶完成串聯。

## 設施

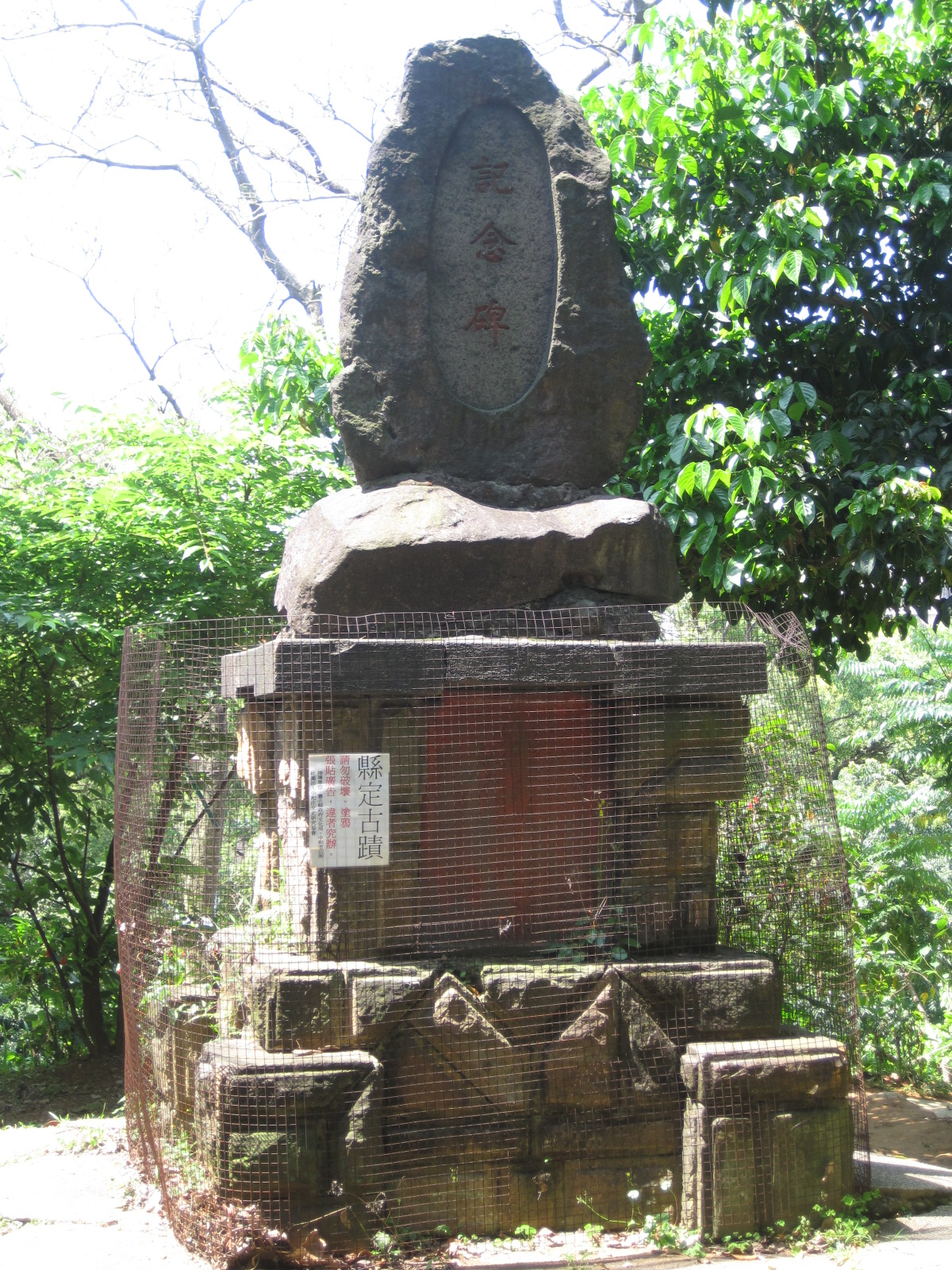
山本氏紀念碑。

瑞穗配水池外貌為矩形建築，在建築頂部設置通氣管，玄關處設計為托斯卡納柱式，正立面有模擬昆蟲留下之「蟲跡飾」。

### 山本氏紀念碑
1933年，為了紀念山本義信先生設立配水池，及擔任板橋街庄長任內對於板橋的基礎建設等政績，在第二任街庄長神田龜吉、協議會員林坪州、林祖壽、黃江柳、鄭賜發及林朝慶等人提倡下，於配水池旁設置了山本氏紀念碑，性質屬於「旌功頌德」德政碑。
山本氏紀念碑使用了大塊磚石疊砌，中間磨平刻字，紀念碑體為陽面僅刻有「紀念碑」三字，碑體立於基座上。

#### 碑文
|  | 街莊長為街庄之莞鑰亦一方柱礎也板橋山本街長者其自負之義務一貫當局則信任六年凡市區政改良教育獎勵水道已享受衛生的飲和公會堂亦有具體的基礎街民之負擔較輕在公省養廉約萬街名之昇格實稱部落尤食惠無窮今者鴞薦頻聞驪歌疊唱我街民等結一團之熱誠具數事之饋贈用當紀念非感頌勞 山本氏紀念碑建立發起人 神谷龜吉、林朝慶、 林平州、林祖壽、 黃江柳、鄭賜發 昭和八年一月 |

## 外部連結
- 中和瑞穗配水池 - - 新北市觀光旅遊網 （页面存档备份，存于）
- 中和瑞穗配水池 -文化部iCulture-文化空間 （页面存档备份，存于）
- 中和瑞穗配水池 -文化資源地理資訊系統 （页面存档备份，存于）